# Шаляпина-Бакшеева, Ирина Фёдоровна
Ирина Фёдоровна Шаляпина-Бакшеева (22 февраля 1900 — 1978, Москва) — русская и советская актриса театра и кино, дочь Ф. И. Шаляпина.

## Биография
Родилась в 1900 году, старшая дочь великого русского певца Ф. И. Шаляпина и итальянской балерины Иолы Торнаги.
С детства находясь в театральной среде, общаясь с виднейшими деятелями русской культуры начала XX столетия. Вместе с сестрой Лидией изображена на картине «У открытого окна. Портрет дочерей Ф. И. Шаляпина» (1916) работы К. А. Коровина.
Как актриса появилась ещё юности в немом кино — летом 1918 года семья Шаляпиных жила на даче Н. Д. Телешова в подмосковной Малаховке, и там же режиссёр И. Н. Перестиани ставил фильм «Честное слово», Ирина участвовала в съёмках.
Окончила Вторую студию Художественного театра, как актриса выступала в различных московских труппах: Театре Корша, русской труппе В. Папазяна.
После эмиграции Ф. И. Шаляпина единственная из его детей оставшаяся в СССР, жила вместе с матерью Иолой Торнаги.
Первый муж — артист, военнослужащий Павел Павлович Пашков, сын художника, профессора Павла Павловича Пашкова.
Второй муж — актёр театра и немого кино Петр Бакшеев, который был на пятнадцать лет старше её, и ушел из жизни в 1929 году.
В годы Великой Отечественной войны в составе фронтовых артистических бригад выступала перед моряками на кораблях, в клубах частей и соединений Северного и Балтийского флотов. Награждена медалью «За доблестный труд в Великой Отечественной войне».
После войны была актрисой Театра Моссовета, но в 1947 году пришлось оставить театр, работала на радио, где в качестве чтеца выступала ещё с 1930 года. Снималась в кино.
Много сделала для сохранения наследия Ф. И. Шаляпина и пропаганды его творчества. Создала как чтец вечер-композицию «Рассказ об отце» с которым много и успешно гастролировала по городам СССР. Много сил отдала созданию Дома-музея Ф. И. Шаляпина в Москве.
Жила в Москве в доме № 23 по Кутузовскому проспекту.
Умерла в 1978 году, похоронена на Новодевичьем кладбище рядом с братом Игорем (1899—1903).

## Фильмография
- 1948 — Суд чести — Лидия Михайловна, ассистент Добротворского (нет в титрах)
- 1949 — Встреча на Эльбе — эпизод (нет в титрах)
- 1956 — Поэт — Майя Генриховна, соседка Тарасовых
- 1957 — Поединок — дама
- 1961 — Две жизни — гостья Бороздиных
- 1962 — Большая дорога / Velká cesta (СССР, Чехословакия) — эпизод
- 1969 — Цветы запоздалые — Прохоровна, сваха